# Abditomys latidens
Chuột răng rộng Luzon (Abditomys latidens) là một loài động vật có vú trong họ Chuột, bộ Gặm nhấm. Loài này được Sanborn mô tả năm 1952.
Loài chuột răng rộng Luzon là loài đặc hữu của Philippines.

## Hình ảnh